# Lim Chai-min
Đây là một tên người Triều Tiên, họ là Lim.
Lim Chai-Min (tiếng Hàn: 임채민; sinh ngày 18 tháng 11 năm 1990) là một cầu thủ bóng đá Hàn Quốc thi đấu ở vị trí trung vệ cho Sangju Sangmu.

## Sự nghiệp
Anh ký hợp đồng với Seongnam Ilhwa ngày 7 tháng 12 năm 2012. Anh ra mắt ở trận đấu tại giải vô địch trước Gyeongnam FC ngày 19 tháng 5 năm 2013.